# Stemma della Norvegia

Lo stemma di Stato introdotto nel 1937.

Lo stemma della Norvegia è uno dei più antichi stemmi europei ed è l'attuale emblema ufficiale di stato del Regno di Norvegia. Lo scudo è composto da un leone d'oro, linguato e coronato, impugnante un'ascia al naturale, caricato su campo rosso.

## Storia
Già nel XIII secolo il re Haakon IV Haakonsson utilizzava uno scudo raffigurante un leone. Nel 1280 il re Eirik II Magnusson aggiunse la corona e l'ascia. L'ascia è lo strumento del martirio di sant'Olav, usata per ucciderlo nella battaglia di Stiklestad nel 1030.
La struttura dello stemma norvegese è cambiata nel corso dei secoli: nel tardo medioevo il manico dell'ascia divenne più lunga fino a sembrare un'alabarda. Successivamente il manico divenne ricurvo al fine di adattarne alla forma per stamparla sulle monete. L'alabarda è stata ufficialmente scartata mediante un regio decreto nel 1844, reintroducendo l'ascia originaria.
Nel 1905 lo scudo venne nuovamente cambiato, questa volta avvicinandolo al modello medievale, conferendogli una forma più triangolare sul modello dello scudo classico definito "svizzero". Lo stemma di Stato è stato invece introdotto nel 1937 e leggermente modificato nel 1992.
Lo stemma è sempre sormontato dalla corona regale. Durante la seconda guerra mondiale il regime filonazista di Quisling continuò a utilizzare lo stemma con il leone, ma spesso la corona veniva omessa. Nel 1943 lo stemma venne munito di una corona medioevale, ma il legittimo governo norvegese in esilio continuò a utilizzare lo stemma con la corona regale.
Lo stemma del 1905 è ancora utilizzato dalla famiglia reale.